# Vlag van Saône-et-Loire

Vlag van Saône-et-Loire

De vlag van Saône-et-Loire is de niet-officiële vlag van het Franse departement Saône-et-Loire. Net als de meeste andere departementen van Frankrijk heeft Saône-et-Loire geen officiële vlag, maar wordt de hier rechts afgebeelde vlag op niet-officiële wijze gebruikt. De vlag is afgeleid van het wapen van dit departement.
De vlag bestaat uit drie kwartieren:
- Linkerbovenhoek: Een blauw veld bezaaid met gele lelies, omringd door een rood-wit geblokte rand.
- Rechterbovenhoek: Een veld met diagonale blauwe en gele strepen, omringd door een rood kader.
- Onderste gedeelte: Een gele achtergrond met twee blauwe verticale golvende banen.

Het ontwerp toont gedeeltelijk die van Bourgondië. De twee golvende banen stellen de rivieren de Saône en de Loire voor. De vlag is geïnspireerd op het ontwerp van het wapen dat in 1950 is voorgesteld door Robert Louis.
Naast deze vlag is er een logovlag in gebruik.

Vlag van Bourgondië
Logovlag